# Associazione Calcio ChievoVerona 1996-1997
Questa voce raccoglie le informazioni riguardanti l'Associazione Calcio ChievoVerona nelle competizioni ufficiali della stagione 1996-1997.

## Stagione
La stagione 1996-1997 per il Chievo Verona è stata la quarta di fila con Alberto Malesani in panchina. Una stagione chiusa al settimo posto con 54 punti, terminata in crescendo, subito alle spalle delle protagoniste, che si sono disputate la promozione. Gran protagonista della bella stagione clivense, è stato Raffaele Cerbone che ha realizzato 20 reti in campionato. nella Coppa Italia i gialloblù hanno superato nel primo turno in gara unica la Salernitana al Bentegodi, nel secondo turno sono stati eliminati dal Cagliari, che si è imposto a Verona (2-3).

## Rosa
| N. |                   | Ruolo | Calciatore        |
| -- | ----------------- | ----- | ----------------- |
| 1  | Italia (bandiera) | P     | Marco Borghetto   |
|    | Italia (bandiera) | P     | Emiliano Betti    |
| 12 | Italia (bandiera) | P     | Matteo Gianello   |
| 25 | Italia (bandiera) | D     | Marco Zamboni     |
| 6  | Italia (bandiera) | D     | Maurizio D'Angelo |
| 26 | Italia (bandiera) | D     | Lorenzo D'Anna    |
|    | Italia (bandiera) | D     | Ivan Moretto      |
|    | Italia (bandiera) | D     | Salvatore Lanna   |
|    | Italia (bandiera) | D     | Andrea Guerra     |
|    | Italia (bandiera) | D     | Enrico Franchi    |
|    | Italia (bandiera) | D     | Tommaso Chiecchi  |
| 8  | Italia (bandiera) | C     | Stefano Fiore     |
|    | Italia (bandiera) | C     | Silvio Giusti     |
| 16 | Italia (bandiera) | C     | Giuliano Melosi   |

| N. |                   | Ruolo | Calciatore          |
| -- | ----------------- | ----- | ------------------- |
|    | Italia (bandiera) | C     | Martino Melis       |
| 19 | Italia (bandiera) | C     | Maurizio Rinino     |
| 28 | Italia (bandiera) | C     | Dario Passoni       |
|    | Italia (bandiera) | C     | Alberto Nardi       |
|    | Italia (bandiera) | C     | Marco Sinigaglia    |
|    | Italia (bandiera) | C     | Matteo Pachera      |
| 9  | Italia (bandiera) | A     | Raffaele Cerbone    |
| 11 | Italia (bandiera) | A     | Michele Cossato     |
|    | Italia (bandiera) | A     | Massimo Marazzina   |
|    | Italia (bandiera) | A     | Stefano Ghirardello |
|    | Italia (bandiera) | A     | Andrea Giora        |
|    | Italia (bandiera) | A     | Massimo Borgobello  |
|    | Italia (bandiera) | A     | Massimo Vicentini   |

## Risultati

### Campionato

#### Girone di andata
| Arbitro: | Sirotti (Forlì) |

|             |           |  |
| Cossato 41’ | Marcatori |  |

| Lucca 15 settembre 1996 2ª giornata | Lucchese          | 0 – 0 referto | Chievo | Stadio Porta Elisa (3 660 spett.)\| Arbitro: \| Piretti (Ravenna) \| |
| Arbitro:                            | Piretti (Ravenna) |               |        |                                                                      |

| Arbitro: | Nucini (Bergamo) |

|                       |           |              |
| Melis 65’ Cerbone 90’ | Marcatori | 48’ Dolcetti |

| Arbitro: | Branzoni (Pavia) |

|             |           |             |
| Marulla 38’ | Marcatori | 36’ Cerbone |

| Arbitro: | Gronda (Genova) |

|                       |           |  |
| Cerbone 54’ Fiore 71’ | Marcatori |  |

| Arbitro: | Racalbuto (Gallarate) |

|                      |           |                              |
| Ripa 42’ Ventola 61’ | Marcatori | 2’ (aut.) Garzya 67’ Cossato |

| Arbitro: | Rossi (Ciampino) |

|                                                   |           |                      |
| Francioso 30’ (rig.) Cucciari 32’ F. Palmieri 42’ | Marcatori | 45’ (aut.) Macellari |

| Arbitro: | De Santis (Tivoli) |

|  |           |                    |
|  | Marcatori | 37’ (aut.) Zamboni |

| Arbitro: | Dagnello (Trieste) |

|                                |           |             |
| F. Giampaolo 33’ Palladini 62’ | Marcatori | 36’ Cerbone |

| Arbitro: | Ercolino (Cassino) |

|                         |           |            |
| Cerbone 44’ Cossato 45’ | Marcatori | 78’ Tiatto |

| Arbitro: | Borriello (Mantova) |

|                |           |           |
| Centofanti 14’ | Marcatori | 23’ Fiore |

| Arbitro: | Gambino (Barletta) |

|                             |           |                    |
| Cappellini 14’ Esposito 53’ | Marcatori | 43’ (rig.) Cerbone |

| Arbitro: | Lana (Torino) |

|             |           |                                     |
| Cerbone 25’ | Marcatori | 27’ (rig.) D'Aloisio 40’ Pregnolato |

| Arbitro: | Dagnello (Trieste) |

|               |           |  |
| Marazzina 74’ | Marcatori |  |

| Arbitro: | Nucini (Bergamo) |

|                    |           |             |
| Dionigi 41’ (rig.) | Marcatori | 61’ Zamboni |

| Arbitro: | Bolognino (Milano) |

|             |           |           |
| Cerbone 69’ | Marcatori | 77’ Ricci |

| Arbitro: | Gronda (Genova) |

|             |           |             |
| Polesel 30’ | Marcatori | 88’ Passoni |

| Arbitro: | Treossi (Forlì) |

|                        |           |                         |
| D'Anna 58’ Cossato 90’ | Marcatori | 21’ Saurini 86’ Massara |

| Foggia 26 gennaio 1997 19ª giornata | Foggia            | 0 – 0 referto | Chievo | Stadio Pino Zaccheria (4 470 spett.)\| Arbitro: \| Piretti (Ravenna) \| |
| Arbitro:                            | Piretti (Ravenna) |               |        |                                                                         |

#### Girone di ritorno
| Cremona 2 febbraio 1997 20ª giornata | Cremonese       | 0 – 0 referto | Chievo | Stadio Giovanni Zini (2 599 spett.)\| Arbitro: \| Sirotti (Forlì) \| |
| Arbitro:                             | Sirotti (Forlì) |               |        |                                                                      |

| Arbitro: | Bonfrisco (Monza) |

|             |           |  |
| Cerbone 85’ | Marcatori |  |

| Arbitro: | Ercolino (Cassino) |

|              |           |             |
| Agostini 37’ | Marcatori | 54’ Cossato |

| Arbitro: | Gambino (Barletta) |

|                                     |           |                        |
| Cerbone 6’, 64’ (rig.) D'Angelo 71’ | Marcatori | 4’ Miceli 20’ La Canna |

| Castel di Sangro 2 marzo 1997 24ª giornata | Castel di Sangro  | 0 – 0 referto | Chievo | Stadio Teofilo Patini (3 667 spett.)\| Arbitro: \| Messina (Bergamo) \| |
| Arbitro:                                   | Messina (Bergamo) |               |        |                                                                         |

| Arbitro: | Trentalange (Torino) |

|                              |           |                          |
| Cossato 47’, 65’ Cerbone 84’ | Marcatori | 32’ Guerrero 43’ Di Vaio |

| Arbitro: | Ercolino (Cassino) |

|             |           |  |
| Cossato 27’ | Marcatori |  |

| Brescia 29 marzo 1997 27ª giornata | Brescia            | 0 – 0 referto | Chievo | Stadio Mario Rigamonti (11 825 spett.)\| Arbitro: \| Preschern (Mestre) \| |
| Arbitro:                           | Preschern (Mestre) |               |        |                                                                            |

| Arbitro: | Farina (Novi Ligure) |

|             |           |               |
| Cerbone 90’ | Marcatori | 43’ Palladini |

| Arbitro: | Cesari (Genova) |

|                                  |           |                        |
| Tudisco 38’ (rig.) Artistico 39’ | Marcatori | 16’ Cerbone 36’ Rinino |

| Arbitro: | Rossi (Ciampino) |

|             |           |                   |
| Cossato 73’ | Marcatori | 32’ (rig.) Pisano |

| Arbitro: | Trentalange (Torino) |

|  |           |              |
|  | Marcatori | 14’ Esposito |

| Arbitro: | Branzoni (Pavia) |

|                      |           |                 |
| D'Aloisio 90’ (rig.) | Marcatori | 1’, 83’ Cerbone |

| Arbitro: | Boggi (Salerno) |

|              |           |  |
| Ferrante 41’ | Marcatori |  |

| Arbitro: | Nicchi (Arezzo) |

|                        |           |          |
| Ghirardello 90’ (rig.) | Marcatori | 9’ Sesia |

| Arbitro: | Bazzoli (Merano) |

|  |           |             |
|  | Marcatori | 83’ Cerbone |

| Arbitro: | Serena (Bassano del Grappa) |

|                                        |           |                                    |
| Cerbone 4’, 72’ Cossato 40’ Guerra 74’ | Marcatori | 38’ (aut.) Zamboni 82’ C. Bellucci |

| Arbitro: | Tombolini (Ancona) |

|                             |           |                 |
| Vasari 20’ Saurini 24’, 90’ | Marcatori | 65’ Ghirardello |

| Arbitro: | Rossi (Ciampino) |

|             |           |                |
| Cerbone 51’ | Marcatori | 38’ De Angelis |

### Coppa Italia
| Arbitro: | Sirotti (Forlì) |

|            |           |  |
| D'Anna 42’ | Marcatori |  |

| Arbitro: | Farina (Novi Ligure) |

|                    |           |                               |
| Fiore 5’ Melis 83’ | Marcatori | 4’, 71’ Cozza 62’ Darío Silva |